# Bolandra oregana
Bolandra oregana är en stenbräckeväxtart som beskrevs av S. Wats.. Bolandra oregana ingår i släktet Bolandra och familjen stenbräckeväxter. Inga underarter finns listade i Catalogue of Life.